# The Angel of Deliverance
The Angel of Deliverance è un cortometraggio muto del 1914 diretto da Warwick Buckland.

## Trama
Un autista ricompone il rapporto tra una zingara e un medico quando il figlio della donna si ammala.

## Produzione
Il film fu prodotto dalla Hepworth.

## Distribuzione
Distribuito dalla Hepworth, il film - un cortometraggio di una bobina - uscì nelle sale cinematografiche britanniche nell'aprile 1914.
Si conoscono pochi dati del film che, prodotto dalla Hepworth, fu distrutto nel 1924 dallo stesso produttore, Cecil M. Hepworth. Fallito, in gravissime difficoltà finanziarie, il produttore pensò in questo modo di poter almeno recuperare il nitrato d'argento della pellicola.